# USS California (BB-44)
USS California (BB-44) là một thiết giáp hạm thuộc lớp Tennessee, và là chiếc tàu chiến thứ năm của Hải quân Hoa Kỳ được đặt cái tên này nhằm tôn vinh tiểu bang thứ 31 của Hoa Kỳ. Bắt đầu phục vụ như là soái hạm của Hạm đội Thái Bình Dương, nó hoạt động tại đây trong suốt quãng đời phục vụ. Trong cuộc tấn công Trân Châu Cảng ngày 7 tháng 12 năm 1941, nó bị đánh chìm, nhưng sau đó được vớt lên và tái cấu trúc. Nó tiếp tục phục vụ tại mặt trận Thái Bình Dương trong phần còn lại của Thế Chiến II cho đến khi kết thúc, rồi được cho ngừng hoạt động vào năm 1947 do đã lạc hậu.

## Thiết kế và chế tạo
Nó được đặt lườn vào ngày 25 tháng 10 năm 1916 tại xưởng hải quân Mare Island ở Vallejo, California. California được hạ thủy vào ngày 20 tháng 11 năm 1919 dưới sự đỡ đầu của Barbara Stephens, con gái của William D. Stephens, Thống đốc tiểu bang Califonia lúc đó; và được đưa vào hoạt động ngày 10 tháng 8 năm 1921 dưới quyền chỉ huy của Thuyền trưởng H.J. Ziegemeier. Nó được bố trí đến Hạm đội Thái Bình Dương và trở thành kỳ hạm của hạm đội này.

## Lịch sử hoạt động

### Giữa hai cuộc thế chiến
Trong 20 năm, từ năm 1921 đến năm 1941, California đã phục vụ như soái hạm của Hạm đội Thái Bình Dương, rồi là soái hạm của Hạm đội Thiết giáp hạm của Hải quân Hoa Kỳ. Các hoạt động thường kỳ hằng năm của nó bao gồm các cuộc tập trận chung Hải quân-Lục quân, huấn luyện chiến thuật và các vấn đề tổ chức, các cuộc tập trung hạm đội cho những mục đích khác nhau. Thành tích huấn luyện tích cực và sự thể hiện tốt khiến nó được tặng thưởng các danh hiệu trong các năm 1921, 1922, 1925 và 1926.

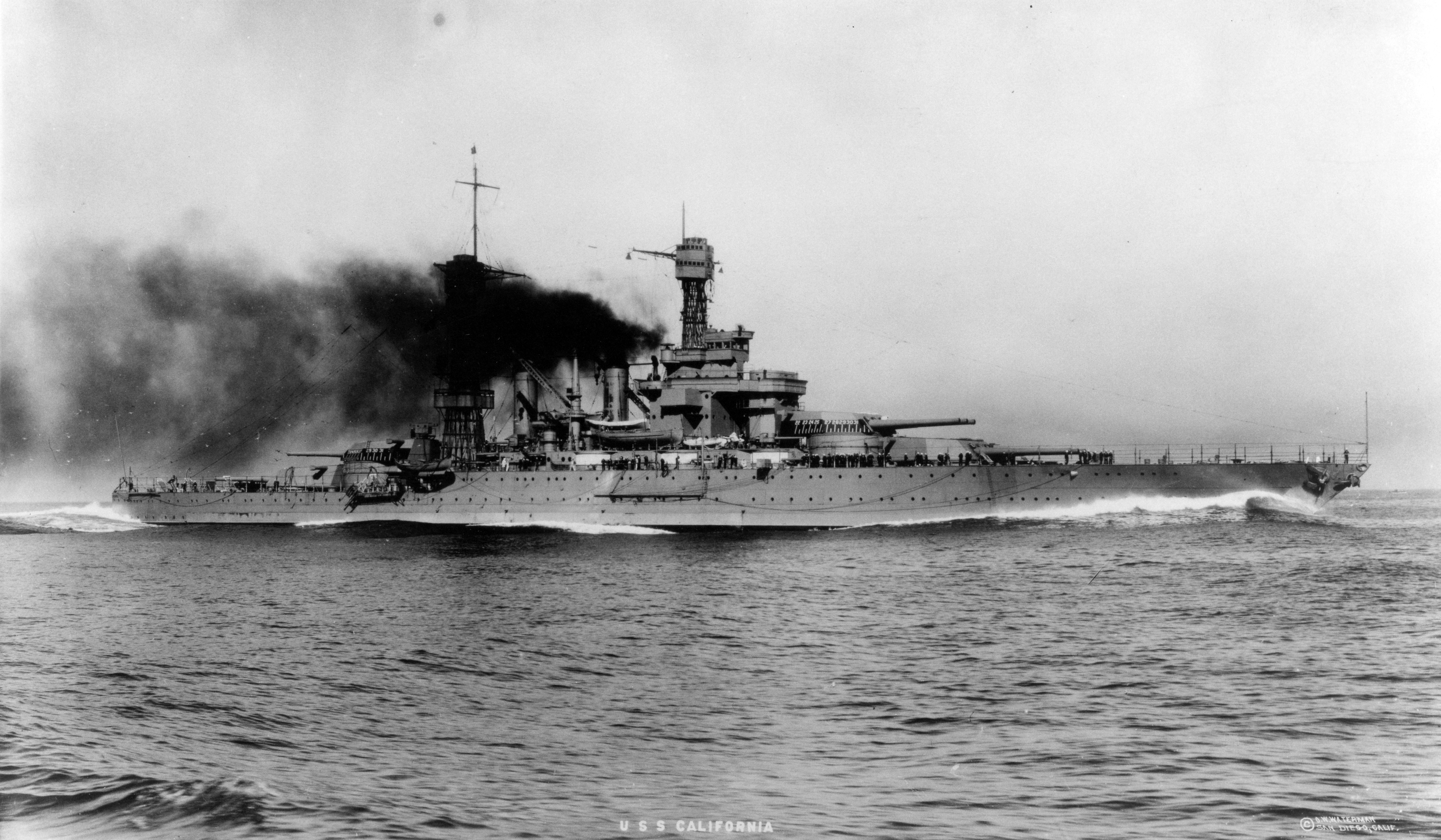
USS California đang đi hết tốc độ, năm 1921.

Vào mùa Hè năm 1925 California dẫn đầu Hạm đội Thiết giáp hạm và một đội tàu tuần dương của Hạm đội Tuần tiễu thực hiện chuyến viếng thăm hữu nghị đến Úc và New Zealand. Nó tham gia cuộc Duyệt binh Tổng thống trong các năm 1927, 1930, và 1934. Nó được cho hiện đại hóa vào cuối năm 1929 và đầu năm 1930, được trang bị các khẩu đội pháo phòng không cải tiến, với tám khẩu pháo 127 mm (5 inch)/25 caliber thay thế cho pháo 76 mm (3 inch).
Từ giữa cho đến cuối thập niên 1930, California cùng 14 chiếc thiết giáp hạm khác của Hạm đội Hoa Kỳ đặt căn cứ tại San Pedro, California. Trong khoảng thời gian này, chúng tham gia nhiều cuộc diễn tập hạm đội dọc theo bờ Tây nước Mỹ, đến Hawaii, và vào năm 1939 thông qua kênh đào Panama đến Cuba, và đến New York nhân dịp Hội chợ Thế giới 1939.
Hàng năm, California cùng các tàu chiến chủ lực khác (các thiết giáp hạm, các tàu sân bay Lexington và Saratoga) tranh đua với nhau dành giải thưởng thể thao, gồm các môn phổ biến tại Mỹ như bóng bầu dục và bóng chày, đấm bốc, đấu vật, chèo thuyền, bóng rổ và các môn khác – thường được biết dưới tên gọi "Iron Man Trophy", được tổ chức hằng năm kể từ năm 1919. California lần đầu tiên giành được giải "Iron Man" vào năm 1925 và giữ được danh hiệu này trong ba năm. Năm 1939, California chiến thắng giải "Iron Man" lần cuối cùng với tổng số điểm.733 đánh bại đội New Mexico.
Trong những năm đó, việc tranh tài trong giải "Iron Man" rất căng thẳng giữa các tàu chiến chủ lực của Hạm đội Thái Bình Dương, cho đến khi đa số chúng được tái bố trí đến Hawaii vào tháng 5 năm 1940 sau cuộc tập trận Vấn đề Hạm đội XXI do sự lo ngại ngày càng gia tăng trong quan hệ với Nhật Bản. California là một trong số sáu tàu chiến đầu tiên được trang bị kiểu radar mới RCA CXAM vào năm 1940.

### Thế Chiến II
Vào ngày 7 tháng 12 năm 1941, California neo đậu cùng với các thiết giáp hạm khác tại phần cực nam của "hàng thiết giáp hạm" dọc theo đảo Ford khi Hải quân Nhật tung ra cuộc tấn công Trân Châu Cảng. Độ kín nước của con tàu bị ảnh hưởng do nó đang chuẩn bị cho một cuộc khảo sát vật liệu, nên con tàu bị ngập nước lan rộng khi bị đánh trúng. Một quả ngư lôi phát nổ bên dưới đai giáp giữa khung số 46 và 60, trong khi một quả thứ hai nổ giữa khung số 95 và 100. Lúc 08 giờ 45 phút, một quả bom 250 kg đánh trúng sàn tàu phía trên bên mạn phải tại khung số 60, xuyên qua sàn chính, và phát nổ tại sàn bọc thép thứ hai, gây nổ hầm đạn pháo phòng không và làm thiệt mạng khoảng 50 người. Một quả bom thứ hai suýt trúng làm bong các tấm thép ở mũi tàu. Khói từ các đám cháy do quả bom phát nổ lan đến phòng máy phía trước, buộc thủy thủ phải di tản khỏi nơi đây lúc 10 giờ 00 và chấm dứt các nỗ lực bơm giữ cho chiếc thiết giáp hạm tiếp tục nổi. Sau ba ngày bị tràn nước liên tục, California chìm xuống đáy bùn trong vịnh cảng, chỉ còn nổi trên mặt nước phần cấu trúc thượng tầng. Khi chiến sự kết thúc, 100 thành viên thủy thủ đoàn thiệt mạng cùng 62 người khác bị thương. Robert R. Scott là một trong các thủy thủ tử trận trong ngày 7 tháng 12, anh được truy tặng Huân chương Danh dự vì những hành động anh dũng của mình.
Vào ngày 25 tháng 3 năm 1942, các nỗ lực trục vớt đã giúp cho California nổi trở lại và được đưa vào ụ tàu tại Trân Châu Cảng để sửa chữa. Ngày 7 tháng 6 nó lên đường bằng động lực của chính nó để đi đến Xưởng hải quân Puget Sound, nơi thực hiện một cuộc tái cấu trúc triệt để. Các vỏ giáp bảo vệ được cải tiến, thêm các ngăn kín nước, cải tiến độ ổn định, bổ sung hệ thống phòng không và hệ thống kiểm soát hỏa lực. Các khẩu pháo hạng hai 127 mm (5 inch) /51 caliber và pháo phòng không 127 mm (5 inch) /25 caliber nguyên thủy được thay thế bằng 16 khẩu pháo 127 mm (5 inch) /38 caliber bố trí trên tháp đôi.
 Giống như tàu chị em với nó, California thực ra là một con tàu mới được xây dựng trên khung con tàu cũ.

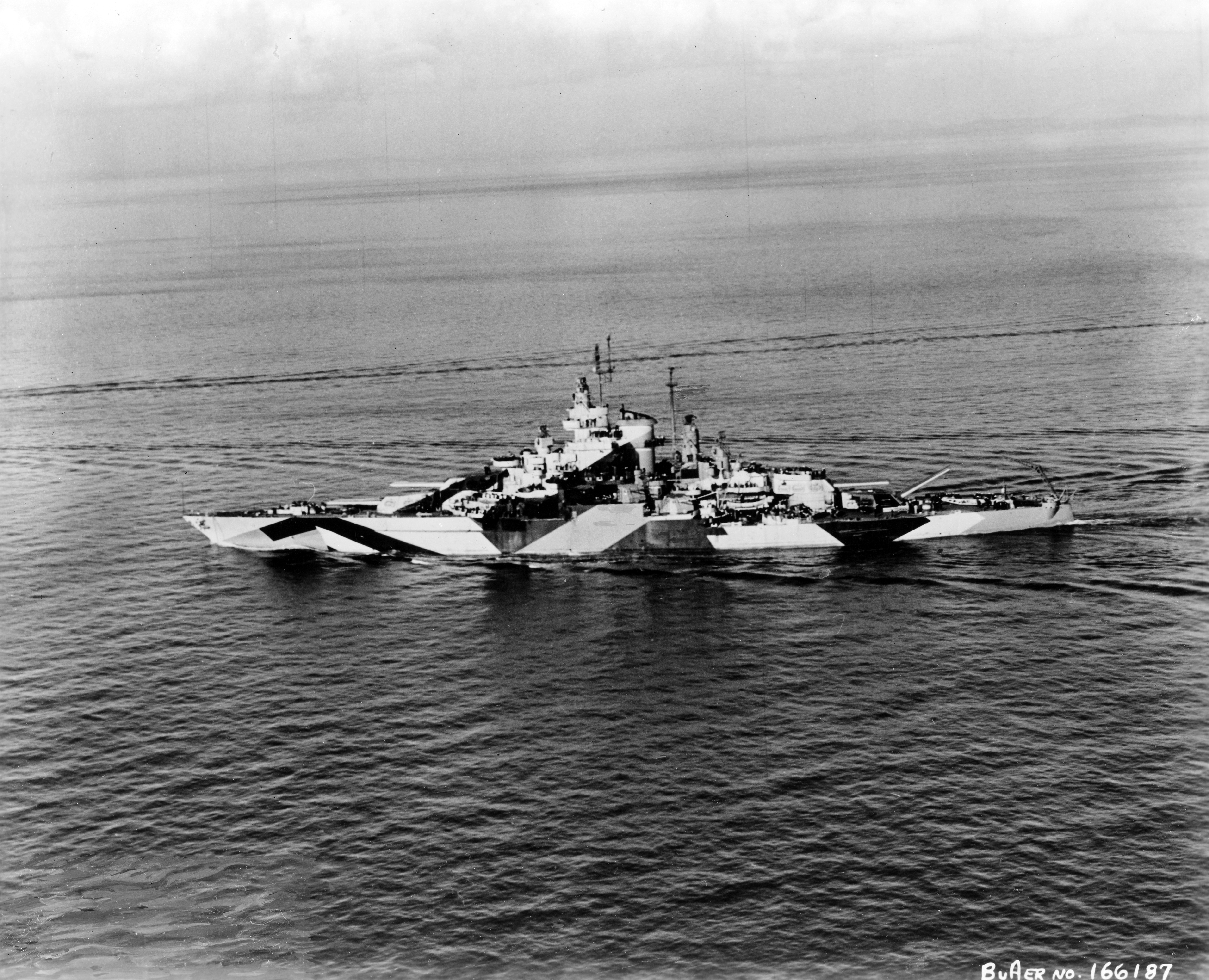
USS California sau khi được cải tạo

California rời Bremerton, Washington ngày 31 tháng 1 năm 1944 để thực hiện chuyến đi thử máy tại San Pedro, California, rồi khởi hành từ San Francisco, California ngày 5 tháng 5 chuẩn bị cho cuộc tấn công lên quần đảo Mariana. Ngoài khơi Saipan vào tháng 6 năm 1944, nó tiến hành nả pháo dọc bờ biển và yểm trợ theo yêu cầu. Ngày 14 tháng 6 nó trúng phải một quả đạn pháo phòng thủ duyên hải đối phương khiến một người tử trận và chín người bị thương. Sau Saipan, các khẩu pháo cỡ lớn của nó giúp mở đường cho các chiến dịch tấn công đổ bộ lên Guam và Tinian từ ngày 18 tháng 7 đến ngày 9 tháng 8. Vào ngày 24 tháng 8, nó về đến Espiritu Santo để sửa chữa mạn trái tàu bị hư hại do đụng phải chiếc thiết giáp hạm USS Tennessee (BB-43).
Vào ngày 17 tháng 9 năm 1944 California khởi hành đi Manus chuẩn bị cho chiến dịch tấn công Philippines. Từ ngày 17 đến ngày 20 tháng 11, nó đóng một vai trò chủ chốt trong trận chiến vịnh Leyte khi tiêu diệt hạm đội Nhật Bản trong trận chiến eo biển Surigao vào ngày 25 tháng 10. Đến ngày 1 tháng 1 năm 1945, nó rời Palaus tham gia chiến dịch đổ bộ lên đảo Luzon. Các khẩu pháo hạng nặng của nó góp vai trò quan trọng vào sự thành công của những chiến dịch nguy hiểm vào sâu trong lãnh thổ do đối phương chiếm đóng. Vào ngày 6 tháng 1, trong khi đang thực hiện bắn phá vịnh Lingayen, nó bị một máy bay tấn công cảm tử kamikaze đánh trúng, khiến 44 thành viên thủy thủ đoàn thiệt mạng và 155 người khác bị thương. California thực hiện các sửa chữa tạm thời ngay tại chỗ và tiếp tục thực hiện nhiệm vụ nã pháo cần thiết vào các mục tiêu cho đến khi hoàn tất. Nó khởi hành ngày 23 tháng 1 hướng về xưởng hải quân Puget Sound, và đến nơi ngày 15 tháng 2 để tiến hành các sửa chữa toàn diện.
California quay trở lại hoạt động ngoài khơi vùng biển Okinawa vào ngày 15 tháng 6 năm 1945 và ở lại tại khu vực chiến sự này cho đến tận ngày 21 tháng 7. Hai ngày sau nó gia nhập Lực lượng Đặc nhiệm TF 95 để hỗ trợ các chiến dịch quét mìn tại biển Đông Trung Quốc. Sau một chuyến đi ngắn đến vịnh San Pedro, Philippines trong tháng 8, chiếc tàu chiến rời Okinawa ngày 20 tháng 9 để hỗ trợ cho cuộc đổ bộ chiếm đóng của Tập đoàn quân 6 tại Wakanoura Wan thuộc Honshū. Nó tiếp tục hỗ trợ cuộc chiếm đóng cho đến ngày 15 tháng 10, rồi lên đường, đi ngang qua Singapore, Colombo và Cape Town, Nam Phi để đến Philadelphia, Pennsylvania, và đến nơi ngày 7 tháng 12. Nó được đưa về làm lực lượng trừ bị tại đây vào ngày 7 tháng 8 năm 1946, được cho ngừng hoạt động vào ngày 14 tháng 2 năm 1947, và được bán để tháo dỡ vào ngày 10 tháng 7 năm 1959.

## Liên kết ngoài

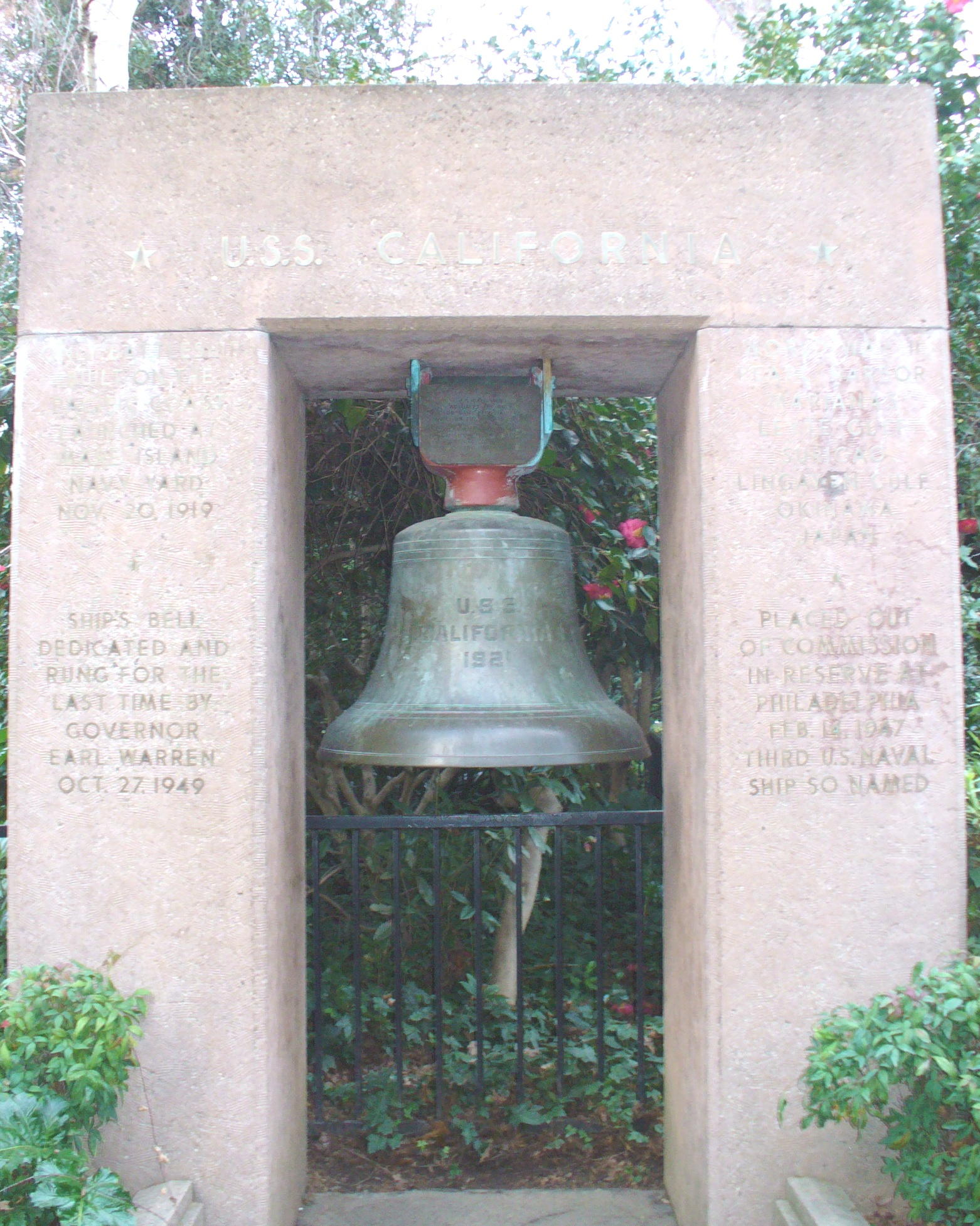
Chiếc chuông của California (BB-44) được trưng bày tại Bảo tàng thủ phủ bang California